# ناختياغدغيشفادر 4
Nachtjagdgeschwader 4 ( NJG 4) جناح مقاتلات ليلية لسلاح الجو النازي لوفتفافه الحرب العالمية الثانية. تم تشكيل NJG 4 في 18 أبريل 1941 في متز. كان هدف الوحدة هو مواجهة هجوم القصف الليلي الاستراتيجي لقيادة سلاح الجو الملكي البريطاني. ضم ضباط القيادة في الوحدة Oberstleutnant Wolfgang Thimmig (أكتوبر 1943 - نوفمبر 1944) والرائد Heinz-Wolfgang Schnaufer (20 نوفمبر 1944 - 8 مايو 1945).

## القادة
كومبور
- الرائد رودولف ستولتنهوف ، 18 أبريل 1941 - 20 أكتوبر 1943
- المقدم Wolfgang Thimmig ، 20 أكتوبر 1943 - 14 نوفمبر 1944
- الرائد هاينز فولفجانج شناوفر، 20 نوفمبر 1944 - 8 مايو 1945

Gruppenkommandeure
- الرائد فيلهلم هيرجيت، 1 سبتمبر 1942 - ديسمبر 1944
- هاوبتمان ثيودور روسيوال، 1 أكتوبر 1942 - 13 يناير 1943